# Местел, Джонатан
Эндрю Джонатан Местел (англ. Andrew Jonathan Mestel; род. 13 марта 1957, Кембридж) — английский шахматист, гроссмейстер (1982). Сын астронома Леона Местела.
Первых успехов добился в юношеских соревнованиях: в 1974 выиграл Кубок мира для младших юниоров; в чемпионате мира среди юношей (1975) — 3—4-е места. В 19 лет (1956) стал чемпионом Англии, в 1983 завоевал звание чемпиона вторично, а в 1986 разделил в чемпионате 1—3-е места.
С 1976 выступает в составе команды Англии в международных командных соревнованиях; лучший результат: 1-е место на 1-й запасной доске на Олимпиаде 1984. С 1982 участвует в соревнованиях на первенство мира: зональные турниры ФИДЕ — Марбелья (1982) — 1—4-е, Брайтон (1984) и Бат (1987) — 3-е; межзональный турнир, Лас-Пальмас (1982) — 8—10-е места. 
Лучшие результаты в других международных соревнованиях: Бирмингем (1976) — 1-е; Лондон (1976) — 1—5-е, 1977 — 2—4-е, 1985 — 2—5-е; Берн (1977) — 2—6-е; Тилбург (1978) — 3—5-е; Эсбьерг (1979) — 1—2-е, 1980 — 2-е, 1984 — 2—3-е; Гастингс (1981/1982) — 4—5-е, (1983/1984) — 3-е места.
Внёс вклад в развитие дебютной теории, обогатив новыми идеями вариант дракона в сицилианской защите.

## Изменения рейтинга
| Графики недоступны из-за технических проблем. См. информацию на Фабрикаторе и на mediawiki.org. |